# Antonina Košel'
Antonina Vladimirovna Košel' (in russo Антонина Владимировна Кошель?, in bielorusso Антаніна Уладзіміраўна Кошаль?, Antanina Uladzimiraŭna Košal'; Smaljavičy, 20 novembre 1954) è un'ex ginnasta sovietica, che conquistò 1 medaglia d'oro olimpica con la squadra nazionale dell'Unione Sovietica ai giochi olimpici di Monaco nel 1972.

## Palmarès
| Anno | Manifestazione | Sede   | Specialità         | Risultato | Note |
| ---- | -------------- | ------ | ------------------ | --------- | ---- |
| 1972 | Olimpiadi      | Monaco | Concorso a squadre | Oro       |      |